# Idee zu einer allgemeinen Geschichte in weltbürgerlicher Absicht
Immanuel Kants Aufsatz Idee zu einer allgemeinen Geschichte in weltbürgerlicher Absicht erschien im November 1784 in der Berlinischen Monatsschrift und gehört zu den wenigen Texten, in denen Immanuel Kant seine Geschichtsphilosophie darlegt. Er fragt: Wie ist es möglich, in der menschlichen Geschichte, in dieser verwirrenden Vielfalt von Ereignissen eine Ordnung und eine Entwicklung zu erkennen? Kants Überlegung geht davon aus, dass die menschlichen Handlungen wie jede andere Naturgegebenheit nach allgemeinen Naturgesetzen bestimmt sind. Deshalb kann man hoffen, dass die Geschichte, wenn sie das Spiel der Freiheit des menschlichen Willens im Großen betrachtet, darin einen regelmäßigen Gang entdecken könne. Dazu braucht die Geschichtswissenschaft einen methodischen Leitfaden. Den kann ihr nur die Vernunft geben, die ihn a priori aus der „Naturabsicht“ erschließt. Denn Absicht der Natur ist es, die in den Lebewesen angelegten Möglichkeiten zur höchsten Entfaltung zu bringen. Auf den Menschen bezogen heißt das, die Menschengattung zur Erreichung einer allgemein das Recht verwaltenden bürgerlichen Gesellschaft zu führen, da nur in ihr die höchste Absicht der Natur, nämlich die Entwickelung aller ihrer Anlagen, in der Menschheit erreicht werden kann. – So lange aber Staaten alle ihre Kräfte auf ihre eiteln und gewaltsamen Erweiterungsabsichten verwenden und in Kriegen das bereits Geschaffene wieder verwüsten, solange wird die völlige Entwicklung der Naturanlagen in ihrem Fortgange gehemmt. Die menschliche Gattung muss daher durch Schaffung eines weltumspannenden Völkerrechts und notwendiger Institutionen für seine Durchsetzung auch die zerstörerischen Kräfte im Verhältnis der Staaten untereinander bändigen. Kant erwartet, dass die Menschengattung sich in weiter Ferne zu diesem Zustand emporarbeiten wird.

## Einordnung ins Gesamtwerk
Im Jahre 1783 hatte Kant mit den Prolegomena eine prägnante und authentische Zusammenfassung seiner Vernunftkritik veröffentlicht. Damit war die Arbeit an der „Kritik“ zwar noch nicht abgeschlossen, aber Kant fühlt sich frei für eine neue Arbeitsrichtung: die Metaphysik der Geschichte. Als erste Schrift zu diesem Themenkreis erschien im Novemberheft der Berlinischen Monatsschrift von 1784 die „Idee zu einer allgemeinen Geschichte in weltbürgerlicher Absicht“. Ihr folgte im Dezemberheft die Beantwortung der Frage: Was ist Aufklärung? und 1786 der Artikel „Mutmaßlicher Anfang der Menschheitsgeschichte“. 1785 brachte die Jenaer Allgemeine Literatur-Zeitung Kants Rezensionen des ersten und zweiten Teils von Johann Gottfried Herders Ideen zur Philosophie der Geschichte der Menschheit. Ernst Cassirer sieht in diesen Schriften das ganze Fundament für die neue Auffassung gegeben, die Kant vom Wesen des Staates und vom Wesen der Geschichte entwickelt hat. Für den inneren Fortgang des deutschen Idealismus kommt daher diesen Schriften eine kaum geringere Bedeutung zu, als sie die Kritik der reinen Vernunft in dem Kreis ihrer Problem besitzt. Die „Idee zu einer allgemeinen Geschichte“ steht einerseits noch innerhalb der politisch-historischen Ideen des ausgehenden 18. Jahrhunderts, während sich auf der anderen Seite in ihr bereits die neuen Grundanschauungen des 19. Jahrhunderts deutlich ankündigen. Über Rousseaus Ansicht, die gesamte menschliche Geschichte seit dem Zusammenschluss zu sozialen Verbänden sei ein Abfall vom Stande der Unschuld und Glückseligkeit, ist Kant hinaus. Den Wert der Gesellschaft für den Einzelnen sieht er vielmehr darin, dass sie ein Mittel seiner Erziehung zur Freiheit ist, dass der Weg zur wahrhaften ideellen Einheit des menschlichen Geschlechts nur durch den Kampf und Widerstreit, dass der Weg zur Selbstgesetzgebung nur durch den Zwang hindurchgehen kann.
Als späte Schriften zu diesem Themenkreis erschienen 1793 in der Berlinischen Monatsschrift Über den Gemeinspruch: Das mag in der Theorie richtig sein, taugt aber nicht für die Praxis, 1795 in Königsberg das Buch Zum ewigen Frieden und schließlich 1798 als letzter geschichtsphilosophischer Text Kants „Erneute Frage: Ob das menschliche Geschlecht im beständigen Fortschreiten zum Besseren sei?“ als zweiter Abschnitt von Der Streit der Fakultäten.
Die „Idee zu einer allgemeinen Geschichte“ war die erste Schrift, die Friedrich Schiller von Kant gelesen hat und die in ihm den Entschluss zum tieferen Studium der kantischen Lehre geweckt hat.

## Inhaltsangabe
Der Aufsatz gliedert sich in eine Einleitung und neun als „Sätze“ bezeichnete Thesen.
An den Anfang stellt Kant seine geschichtsphilosophische Grundthese, die er dann weiter entwickelt und begründet:
Menschliche Handlungen sind Ausdruck des freien Willens, bleiben aber trotzdem Naturbegebenheiten und müssen folglich auch von den allgemeinen Naturgesetzen bestimmt sein. Die Geschichte, welche sich mit der Erzählung dieser Erscheinungen beschäftigt, so tief auch deren Ursachen verborgen sein mögen, läßt dennoch von sich hoffen: daß, wenn sie das Spiel der Freiheit des menschlichen Willens im Großen betrachtet, sie einen regelmäßigen Gang derselben entdecken könne. Denn es sei die Absicht der Natur, dass die ursprünglichen Anlagen des Menschen entwickelt werden. Kant sucht deshalb, ob er nicht eine Naturabsicht in diesem widersinnigen Gange menschlicher Dinge entdecken könne; aus welcher von Geschöpfen, die ohne eigenen Plan verfahren, dennoch eine Geschichte nach einem bestimmten Plane der Natur möglich sei. Wir wollen sehen, ob es uns gelingen werde, einen Leitfaden zu einer solchen Geschichte zu finden.
- Im ersten Satz präsentiert Kant den Grundsatz: Alle Naturanlagen eines Geschöpfes sind bestimmt, sich einmal vollständig und zweckmäßig auszuwickeln. Andernfalls läge ein Widerspruch in der teleologischen Naturlehre vor, wir hätten nicht mehr eine gesetzmäßige, sondern eine zwecklos spielende Natur.
- Beim Menschen sind das gemäß dem zweiten Satz diejenigen Naturanlagen, die auf den Gebrauch seiner Vernunft abgezielt sind. Da die Vernunft sich nicht von selbst, sondern nur durch Versuche, Übung und Unterricht fortentwickelt, kann sie sich nicht im Individuum, sondern nur in der Gattung vollständig entfalten, indem eine Generation der nächsten ihre Aufklärung überliefert, bis zu einer Entwicklungsstufe, die der Naturabsicht vollständig angemessen ist. Und dieser Zeitpunkt muß wenigstens in der Idee des Menschen das Ziel seiner Bestrebungen sein.
- Im dritten Satz führt Kant diesen Gedanken fort: Die Natur gab dem Menschen keine Instinkte, sondern nur Vernunft und darauf sich gründende Freiheit des Willens, denn es sei ihre Absicht, dass der Mensch mittels erworbener Kenntnisse und Erfahrungen alles selbst schaffe. So als wolle die Natur, der Mensch sollte, wenn er sich aus der größten Rohigkeit dereinst zur größten Geschicklichkeit, innerer Vollkommenheit der Denkungsart und (so viel auf Erden möglich ist) dadurch zur Glückseligkeit empor gearbeitet haben würde, hievon das Verdienst ganz allein haben und es sich selbst nur verdanken dürfen. Befremdlich und rätselhaft findet Kant allerdings, dass die Generationen ihr mühseliges Geschäft nur treiben, um ihre Nachkommen eine Stufe höher zu bringen; und dass doch nur die spätesten das Glück haben sollen, in dem [so errichteten] Gebäude zu wohnen.
- Im vierten und fünften Satz untersucht Kant die Triebfedern für die Entwicklung der menschlichen Anlagen. Der Mensch hat die Neigung sich zu vergesellschaften, weil er in der Gesellschaft die Entwicklung seiner Naturanlagen fühlt. Dem steht aber der Hang zur Isolation gegenüber, denn sein Eigensinn stößt überall in der Gesellschaft auf Widerstand. Dieser Antagonismus, den Kant „ungesellige Geselligkeit“ nennt, weckt im Menschen die Kräfte zu seiner Entwicklung, so dass er getrieben durch Ehrsucht, Herrschsucht oder Habsucht, sich einen Rang unter seinen Mitgenossen zu verschaffen sucht. So geht er die ersten Schritte aus der Rohigkeit zur Kultur. Das größte Problem für die Menschengattung ist die Erreichung einer allgemein das Recht verwaltenden bürgerlichen Gesellschaft. Durch Gesetze werden der Freiheit Grenzen gesetzt, damit sie mit der Freiheit anderer verträglich ist. In diesen Zustand des Zwangs müssen die Menschen sich notgedrungen begeben, weil sie in wilder Freiheit nicht lange neben einander bestehen können. Alle Cultur und Kunst, welche die Menschheit ziert, die schönste gesellschaftliche Ordnung sind Früchte der Ungeselligkeit, die durch sich selbst genötigt wird sich zu disciplinieren und so […] die Keime der Natur vollständig zu entwickeln. Wie die Übel der Ungeselligkeit zur Anspannung unserer Kräfte und damit zur Entwicklung unserer Anlagen führen, das verrät wohl die Anordnung eines weisen Schöpfers; und nicht etwa die Hand eines bösartigen Geistes.
- Im sechsten Satz fragt Kant, wie der Mensch zur Achtung der Gesetze angehalten werden kann. Der Mensch ist ein Tier, das, wenn es unter andern seiner Gattung lebt, einen Herrn nöthig hat. Denn er mißbraucht gewiß seine Freiheit in Ansehung anderer Seinesgleichen; und ob er gleich als vernünftiges Geschöpf ein Gesetz wünscht, welches der Freiheit Aller Schranken setze: so verleitet ihn doch seine selbstsüchtige thierische Neigung, wo er darf, sich selbst auszunehmen. Wer schließlich zum Oberhaupt der öffentlichen Gerechtigkeit bestimmt wird, also keinen Herrn über sich hat, wird immer seine Freiheit missbrauchen. Diese Aufgabe ist daher die schwerste unter allen; […] aus so krummem Holze, als woraus der Mensch gemacht ist, kann nichts ganz Gerades gezimmert werden. Nur die Annäherung zu dieser Idee ist uns von der Natur auferlegt. Sie wird deshalb auch am spätesten und erst nach vielen vergeblichen Versuchen ins Werk gesetzt werden.
- Kant konstatiert im siebenten Satz, dass zwischen den Staaten dieselbe Ungeselligkeit wirkt wie zwischen den Menschen im Staat. Mit Hilfe dieser „Unvertragsamkeit“ wird die Natur die Staaten nach vielen Kriegen, Verwüstungen und nach Erschöpfung der inneren Kräfte schließlich dazu treiben, aus dem gesetzlosen Zustande der Wilden hinaus zu gehen und in einen Völkerbund zu treten; wo jeder, auch der kleinste Staat seine Sicherheit und Rechte nicht von eigener Macht, oder eigener rechtlichen Beurteilung, sondern allein von diesem großen Völkerbunde (Foedus Amphictyonum), von einer vereinigten Macht und von der Entscheidung nach Gesetzen des vereinigten Willens erwarten könnte. Dem möglichen Fehlschluss, darin den Endzustand der Geschichte zu sehen, baut Kant vor mit der Mahnung, dass dieser Zustand nicht ohne alle Gefahr sei, damit die Kräfte der Menschheit nicht einschlafen. - Die nüchterne Betrachtung der Gegenwart zeigt ihm, dass der Weg zu einer weltbürgerlichen Gesellschaft noch weit und schwer sein wird, denn so lange aber Staaten alle ihre Kräfte auf ihre eiteln und gewaltsamen Erweiterungsabsichten verwenden und so die langsame Bemühung der inneren Bildung der Denkungsart ihrer Bürger unaufhörlich hemmen, […] ist nichts von dieser Art zu erwarten: weil dazu eine lange innere Bearbeitung jedes gemeinen Wesens zur Bildung seiner Bürger erfordert wird. Alles Gute aber, das nicht auf moralisch-gute Gesinnung gepfropft ist, ist nichts als lauter Schein und schimmerndes Elend.
- Aus den vorangehenden Überlegungen folgert Kant im achten Satz: Man kann die Geschichte der Menschengattung im Großen als die Vollziehung eines verborgenen Plans der Natur ansehen, um eine innerlich– und zu diesem Zwecke auch äußerlich–vollkommene Staatsverfassung zu Stande zu bringen, als den einzigen Zustand, in welchem sie alle ihre Anlagen in der Menschheit völlig entwickeln kann. Kant hält diese Idee, die er als „Chiliasmus der Philosophie“ apostrophiert, deshalb für so überaus wichtig, weil sie selbst die Herbeiführung dieses Zustandes beschleunigen kann. Deshalb kommt es darauf an, ob die Erfahrung etwas von einem solchen Gange der Naturabsicht entdecke. Beim Blick auf seine Zeit erkennt Kant im Verhältnis der Staaten bereits Ansätze für eine Entwicklung hin zum weltbürgerlichen Zustand, die nicht mehr zurückgedreht werden können. Bürgerliche Freiheit kann nicht angetastet werden, ohne dass Gewerbe und Handel beeinträchtigt und der Staat geschwächt würde, Religionsfreiheit muss gewährt werden. So entspringt allmählich Aufklärung, die nach und nach bis zu den Thronen hinauf gehen und selbst auf ihre Regierungsgrundsätze Einfluß haben muss. In unserem durch seine Gewerbe so sehr verketteten Welttheil wirken sich Kriege auf alle Staaten aus, auch die unbeteiligten, und deshalb werden sich notgedrungen die Staaten zu einem großen Staatskörper zusammenschließen.
- Kant zieht im neunten Satz sein Resümee: Wenn man die Geschichte von den Griechen an betrachtet, so wird man einen regelmäßigen Gang der Verbesserung der Staatsverfassung in unserem Welttheile […] entdecken. Wenn man sich dabei auf die bürgerliche Verfassung und das Staatsverhältnis konzentriert und beobachtet, wie Völker durch eine gute Verfassung emporgehoben und durch Fehler wieder gestürzt wurden, aber dennoch immer ein Keim der Aufklärung übrig blieb, der […] eine folgende noch höhere Stufe der Verbesserung vorbereitete: so wird sich, wie ich glaube, ein Leitfaden entdecken, der nicht bloß zur Erklärung des so verworrenen Spiels menschlicher Dinge, oder zur politischen Wahrsagerkunst künftiger Staatsveränderungen dienen kann […]; sondern es wird (was man, ohne einen Naturplan vorauszusetzen, nicht mit Grunde hoffen kann) eine tröstende Aussicht in die Zukunft eröffnet werden, in welcher die Menschengattung in weiter Ferne vorgestellt wird, wie sie sich endlich doch zu dem Zustande empor arbeitet, in welchem alle Keime, die die Natur in sie legte, völlig können entwickelt und ihre Bestimmung hier auf Erden kann erfüllt werden. Zum Schluss nennt Kant seine Überlegungen nur einen bescheidenen Versuch: Daß ich mit dieser Idee einer Weltgeschichte, die gewissermaßen einen Leitfaden a priori hat, die Bearbeitung der eigentlichen bloß empirisch abgefaßten Historie verdrängen wollte: wäre Mißdeutung meiner Absicht; es ist nur ein Gedanke von dem, was ein philosophischer Kopf (der übrigens sehr geschichtskundig sein müßte) noch aus einem anderen Standpunkte versuchen könnte.